# Cerocala rothschildi
Cerocala rothschildi är en fjärilsart som beskrevs av Turati 1924. Cerocala rothschildi ingår i släktet Cerocala och familjen nattflyn. Inga underarter finns listade i Catalogue of Life.